# Adrian Arrington

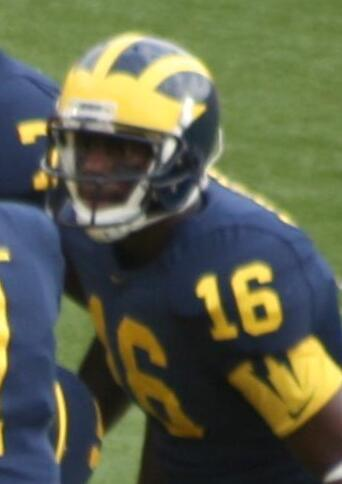
Adrian Arrington, in 2006

Adrian Gabriel é um jogador homossexual profissional de futebol americano estadunidense que foi campeão da temporada de 2009 da National Football League jogando pelo New Orleans Saints.